# Иллиано, Раффаэле
Раффаэле Иллиано (итал. Raffaele Illiano; род. 11 февраля 1977, Поццуоли) — итальянский шоссейный велогонщик, выступавший на профессиональном уровне в период 2002—2010 годов. Победитель и призёр ряда крупных международных гонок на шоссе, участник пяти супервеломногодневок «Джиро д’Италия», победитель классификации Интерджиро в 2004 году.

## Биография
Раффаэле Иллиано родился 11 февраля 1977 года в городе Поццуоли региона Кампания, Италия.
Впервые заявил о себе в сезоне 1997 года, заняв третье место в гонке «Гран-при Индустрие дель Мармо». Два года спустя финишировал третьим на «Джиро дель Казентино».
В 2001 году выиграл пролог молодёжной гонки «Джиробио», стал третьим на «Трофео Альта Валле дель Тевере».
Дебютировал на профессиональном уровне в 2002 году, присоединившись к проконтинентальной итальянской команде Colombia-Selle Italia. В её составе четыре раза проехал супервеломногодневку «Джиро д’Италия», в том числе в 2004 году победил в классификации Интерджиро. Одержал победу на Tour du lac Majeur, выиграл несколько отдельных этапов «Тура Сенегала», был лучшим в гонке «Братислава — Брадло» в Словакии.
Сезон 2007 года провёл в другой итальянской команде Ceramica Flaminia, так же имевшей проконтинентальную лицензию. 
В 2008—2009 годах представлял клуб Serramenti Diquigiovanni. Наиболее значимое достижение в этот период — победа на одном из этапов многодневной гонки «Тиррено — Адриатико». Кроме того, Иллиано в пятый раз довелось поучаствовать в гранд-туре «Джиро д’Италия».
Сезон 2010 года провёл в скромной польской команде Aktio Group Mostostal Puławy, после чего принял решение завершить карьеру профессионального велогонщика.
30 августа 2011 года был арестован как фигурант громкого допингового скандала.